# Dauin
Dauin est une localité de la province du Negros oriental, aux Philippines. En 2015, elle compte 27 786 habitants.